# نورتون (دراجات نارية)

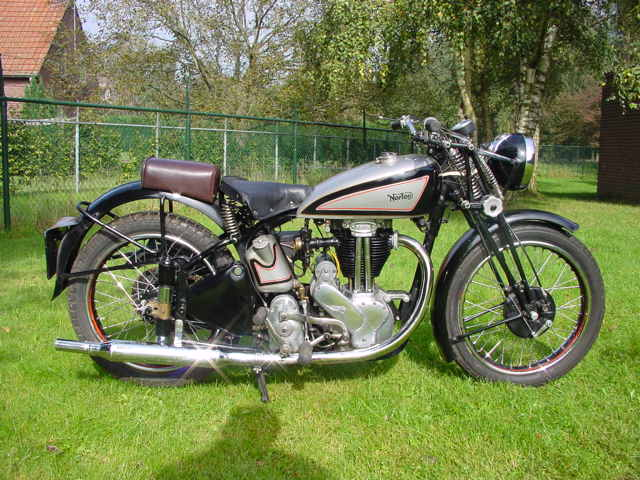
من منتجاتها

نورتون هي ماركة دراجات نارية بريطانية. تأسست في 1898 في برمنغهام. يقع مقرها في دونينجتون بارك، المملكة المتحدة. في كأس جزيرة مان السياحية فازت دراجات نورتون بالسباقات بشكل متتالي من سنة 1947 إلى 1954.

## معرض صور

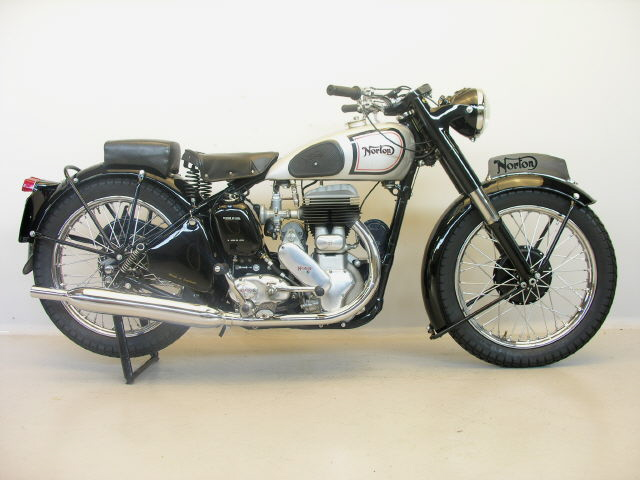
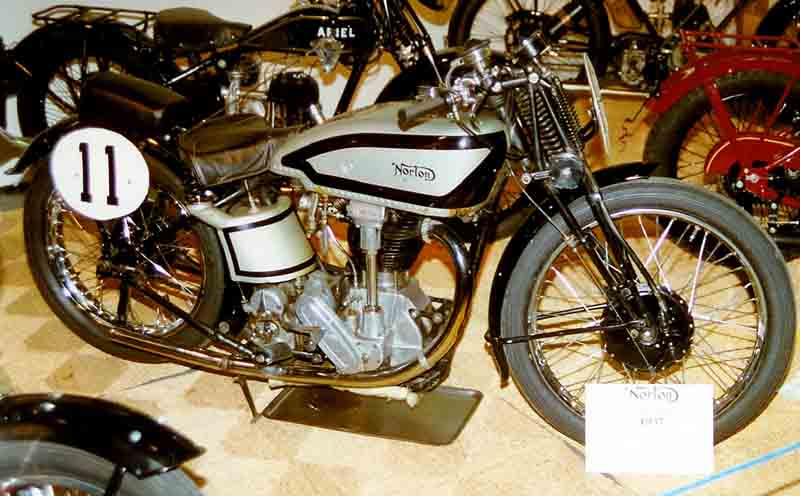
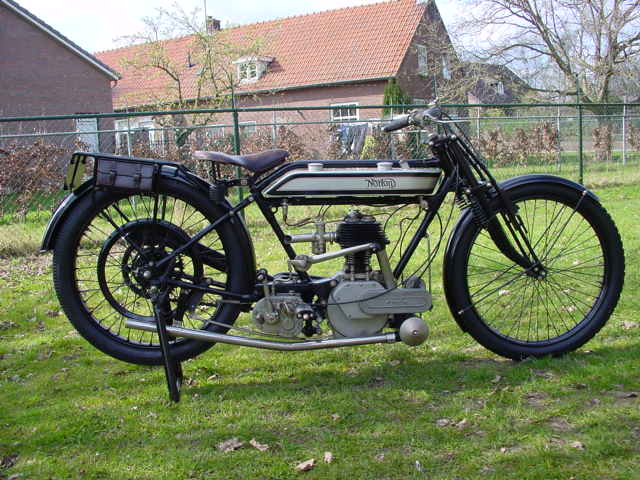

## منتجاتها
- نورتون 16 إتش
- نورتون أي إس 2

## وصلات خارجية
- الموقع الرسمي